# Токийский гуль 2
«Токи́йский гуль 2» (яп. 東京喰種S; англ. Tokyo Ghoul S) — японский фильм ужасов в жанре тёмного фэнтези 2019 года, основанный на манге Суи Исиды «Токийский гуль», и продолжение одноимённого фильма 2017 года.
Картина вышла в прокат 19 июля 2019 года и получила смешанные отзывы.
Слоган фильма: «Ешь или будь съеден».

## Сюжет
После убийства известной модели Сю Цукияма по прозвищу «Гурман» прибывает в «Антейку» и сближается с Канэки, которого решает съесть. Цукияма приглашает Канэки в ресторан гулей, где того едва не съедают другие гули. Однако Цукияма останавливает процесс, когда узнаёт, что Канэки — одноглазый гуль. Вскоре в помещение врываются сотрудники CCG, в результате чего Канэки удаётся сбежать.
Однажды Канэки натыкается на гулей, избивающих Нисики Нисио, пытавшегося убить его ранее, но всё же вступается за него. После Канэки знакомится с Кими Нисино, девушкой Нисио, которая является человеком. Позже Цукияма похищает Нисино: он хочет, чтобы Канэки ел Нисино, пока он будет есть его.
Совместными усилиями Канэки, Нисио и Токе Кирисиме удаётся победить Цукияму. Кирисима намеревается убить Нисино, так как та знает, что Нисио и Канэки — гули, однако после того, как Нисино похвалила её кагуне, она пощадила её.
После всех этих событий Нисио устраивается на работу в «Антейку».

## В ролях
- Масатака Кубота — Кэн Канэки[3]
- Майка Ямамото — Тока Кирисима[3]
- Сёта Мацуда — Сю Цукияма[3]
- Нобуюки Судзуки — Котаро Амон[4]
- Каи Огасавара — Хидэёси Нагатика[5]
- Сюнъя Сираиси — Нисики Нисио[6]
- Маи Кирю — Кими Нисино[7]
- Хиёри Сакурада — Хинами Фуэгути[8]
- Кунио Мураи — Ёсимура[9]
- Миносукэ Бандо — Ута[10]
- Сюнтаро Янаги — Рэндзи Ёмо[9]
- Нана Мори — Ёрико Косака[7]
- Кан Джи-ён — Итори[11]
- Мэгги — Маргарет[12]
- Макэню — Сёта

## Производство
20 сентября 2018 года Shochiku в своём YouTube-канале выпустила тизер нового фильма по «Токийскому гулю», а 21 сентября 2018 года официально анонсировала «Токийский гуль 2», релиз которого должен состояться в 2019 году. Также стало известно, что Майка Ямамото заменит Фумику Симидзу в роли Токи Кирисимы, так как последняя завершила актёрскую карьеру в 2017 году. 19 декабря 2018 года на официальном сайте фильма был опубликован кадр из него и объявлена дата выхода — 19 июля 2019 года.
11 апреля 2019 года вышли трейлер и театральный постер картины, а название сменилось на Tokyo Ghoul S. 28 мая 2019 года Shochiku выложила первые 150 секунд фильма на YouTube.
Главная музыкальная тема, «Introduction», исполненная группой Queen Bee, была представлена на премьере фильма в Токио 1 июня 2019 года.

## Релиз
Премьера фильма состоялась в Токио 11 июня и в Осаке 24 июня 2019 года. В японский прокат лента вышла 19 июля 2019 года.
Funimation отвечала за распространение картины в США и Канаде. В широкий прокат фильм вышел 16 сентября 2019 года.
Madman Entertainment выступила дистрибьютером ленты в Австралии и Новой Зеландии, где картина вышла в прокат 25 июля 2019 года.

## Приём

### Сборы
В первые выходные фильм занял 7-е место в японском прокате. На второй неделе картина выпала из первой десятки, заработав в общей сложности ¥220 563 600 (2,02 млн $) по состоянию на 30 июля 2019 года.
В Австралии лента собрала 7365 $.

### Критика
На сайте-агрегаторе рецензий Rotten Tomatoes фильм получил рейтинг свежести 57 % и оценку 5,3 из 10 на основе 7 рецензий критиков.